# 藤原季経
藤原 季経（ふじわら の すえつね）は、平安時代末期から鎌倉時代前期にかけての公家・歌人。藤原北家末茂流、左京大夫・藤原顕輔の子。官位は正三位・宮内卿。

## 略歴
久安2年（1146年）従五位下に叙爵。のち山城守・中務権少輔・中宮亮・宮内卿を歴任し、文治5年（1189年）従三位に叙せられ公卿に列す。建久9年（1198年）正三位。
同母兄である重家と共に、父・顕輔の寵愛を受けたとされる。「千五百番歌合」等の判者となり、藤原定家と対立した事で知られている。建仁元年（1201年）12月15日、出家。法名は蓮経。
勅撰歌人として、『千載和歌集』（5首）以下の勅撰和歌集に21首が入集。家集に『季経入道集』がある。

## 系譜
- 父：藤原顕輔
- 母：家女房
- 妻：不詳
  - 養子：藤原保季 - 藤原重家の子
  - 養子：藤原資家 - 藤原重家の子
  - 女子：藤原資頼室